# Рамсфьелл, Эйгиль
Э́йгиль Ра́мсфьелл (норв. Eigil Ramsfjell; род. 17 марта 1955, Осло) — норвежский кёрлингист и тренер по кёрлингу.
В составе мужской сборной Норвегии участник зимних Олимпийских игр 1998 (стали бронзовыми призёрами); также участвовал в зимних Олимпийских играх 1988 года, где кёрлинг был представлен как демонстрационный вид спорта и где мужская команда Норвегии завоевала золотые медали. Участник пятнадцати чемпионатов мира (трёхкратные чемпионы мира), одиннадцати чемпионатов Европы (лучший результат — чемпионы в 1993). Девятикратный чемпион Норвегии среди мужчин, а также один раз чемпион Норвегии среди смешанных команд. В составе мужской сборной ветеранов Норвегии участник двух чемпионатов мира (лучший результат — четвёртое место в 2012).
В «классическом» кёрлинге (команда из четырёх человек одного пола) играл в основном на позиции четвёртого, много сезонов был скипом команды.
В 2014 введен в Международный зал славы кёрлинга Всемирной федерации кёрлинга.

## Достижения
- Зимние Олимпийские игры: золото (1988; демонстрационный вид спорта), бронза (1998).
- Чемпионат мира по кёрлингу среди мужчин: золото (1979, 1984, 1988), серебро (1978, 1980), бронза (1983, 1987, 1989, 1991).
- Чемпионат Европы по кёрлингу: золото (1993), серебро (1980, 1987, 1988, 1989), бронза (1979, 1985, 1990, 1995).
- Чемпионат Норвегии по кёрлингу среди мужчин: золото (1983, 1984, 1987, 1988, 1989, 1990, 1991, 1995, 1996).
- Чемпионат Норвегии по кёрлингу среди смешанных команд: золото (2016).

## Команды
| Сезон                                          | Четвёртый         | Третий               | Второй              | Первый                          | Запасной                                 | Турниры                             |
| ---------------------------------------------- | ----------------- | -------------------- | ------------------- | ------------------------------- | ---------------------------------------- | ----------------------------------- |
| 1975—76                                        | Кристиан Сёрум    | Эйгиль Рамсфьелл     | Гуннар Меланд       | Гуннар Сигстадстё               |                                          | ЧМ 1976 (6 место)                   |
| 1976—77                                        | Кристиан Сёрум    | Эйгиль Рамсфьелл     | Гуннар Меланд       | Гуннар Сигстадстё               |                                          | ЧМ 1977 (6 место)                   |
| 1977—78                                        | Кристиан Сёрум    | Мортен Сёрум         | Эйгиль Рамсфьелл    | Гуннар Меланд                   |                                          | ЧМ 1978                             |
| 1978—79                                        | Кристиан Сёрум    | Мортен Сёрум         | Эйгиль Рамсфьелл    | Гуннар Меланд                   |                                          | ЧМ 1979                             |
| 1979—80                                        | Кристиан Сёрум    | Эйгиль Рамсфьелл     | Гуннар Меланд       | Харальд Рамсфьелл               |                                          | ЧЕ 1979 · ЧМ 1980                   |
| 1980—81                                        | Кристиан Сёрум    | Эйгиль Рамсфьелл     | Гуннар Меланд       | Дагфинн Лоэн                    |                                          | ЧЕ 1980 · ЧМ 1981 (4 место)         |
| 1982—83                                        | Эйгиль Рамсфьелл  | Шур Лоэн             | Гуннар Меланд       | Бо Бакке                        |                                          | ЧМ 1983                             |
| 1983—84                                        | Эйгиль Рамсфьелл  | Шур Лоэн             | Гуннар Меланд       | Бо Бакке                        |                                          | ЧМ 1984                             |
| 1985—86                                        | Эйгиль Рамсфьелл  | Шур Лоэн             | Гуннар Меланд       | Мортен Скёуг                    |                                          | ЧЕ 1985                             |
| 1986—87                                        | Эйгиль Рамсфьелл  | Шур Лоэн             | Мортен Сёгор        | Бо Бакке                        |                                          | ЧМ 1987                             |
| 1987—88                                        | Эйгиль Рамсфьелл  | Шур Лоэн             | Мортен Сёгор        | Бо Бакке                        | Гуннар Меланд (ЗОИ)                      | ЧЕ 1987 · ЗОИ 1988 (демо) · ЧМ 1988 |
| 1988—89                                        | Эйгиль Рамсфьелл  | Шур Лоэн             | Мортен Сёгор        | Дагфинн Лоэн (ЧЕ) Бо Бакке (ЧМ) | Мортен Скёуг (ЧМ)                        | ЧЕ 1988 · ЧМ 1989                   |
| 1989–90                                        | Эйгиль Рамсфьелл  | Дагфинн Лоэн         | Эспен де Ланге      | Thoralf Hognestad               | Бент Онунн Рамсфьелл                     | ЧЕ 1989                             |
| 1989—90                                        | Эйгиль Рамсфьелл  | Шур Лоэн             | Никлас Ярунд        | Мортен Скёуг                    | Флемминг Давангер (ЧМ)                   | ЧМ 1990 (5 место)                   |
| 1990—91                                        | Эйгиль Рамсфьелл  | Шур Лоэн             | Никлас Ярунд        | Мортен Скёуг                    | Дагфинн Лоэн (ЧМ)                        | ЧЕ 1990 · ЧМ 1991                   |
| 1992—93                                        | Эйгиль Рамсфьелл  | Шур Лоэн             | Никлас Ярунд        | Бент Онунн Рамсфьелл            |                                          | ЧЕ 1992 (9 место)                   |
| 1993—94                                        | Эйгиль Рамсфьелл  | Шур Лоэн             | Дагфинн Лоэн        | Никлас Ярунд                    | Эспен де Ланге тренер: Thoralf Hognestad | ЧЕ 1993                             |
| 1994—95                                        | Эйгиль Рамсфьелл  | Ян Торесен           | Торе Торвбротен     | Антон Гримсмо                   | Шур Лоэн                                 | ЧЕ 1994 (4 место)                   |
| 1994—95                                        | Эйгиль Рамсфьелл  | Антон Гримсмо        | Ян Торесен          | Торе Торвбротен                 | Шур Лоэн                                 | ЧМ 1995 (5 место)                   |
| 1995—96                                        | Эйгиль Рамсфьелл  | Ян Торесен           | Торе Торвбротен     | Антон Гримсмо                   | Шур Лоэн                                 | ЧЕ 1995                             |
| 1995—96                                        | Эйгиль Рамсфьелл  | Антон Гримсмо        | Ян Торесен          | Торе Торвбротен                 | Шур Лоэн                                 | ЧМ 1996 (4 место)                   |
| 1997—98                                        | Эйгиль Рамсфьелл  | Ян Торесен           | Стиг-Арне Гуннестад | Антон Гримсмо                   | Торе Торвбротен                          | ЗОИ 1998                            |
| 2011—12                                        | Эйгиль Рамсфьелл  | Шур Лоэн             | Мортен Сёгор        | Дагфинн Лоэн                    | Стейн Меллемсетер                        | ЧМВ 2012 (4 место)                  |
| 2017—18                                        | Бент Рамсфьелл    | Бендик Рамсфьелл     | Morten Tveit        | Asgeir Kløven                   | Эйгиль Рамсфьелл                         | ЧНМ 2018 (5 место)                  |
| 2018—19                                        | Флемминг Давангер | Бент Онунн Рамсфьелл | Morten Tveit        | Robert Wood                     | Эйгиль Рамсфьелл тренер: Эспен де Ланге  | ЧМВ 2019 (5 место)                  |
| 2019—20                                        | Флемминг Давангер | Бент Рамсфьелл       | Morten Tveit        | Rob Wood                        | Эйгиль Рамсфьелл                         | ЧНМ 2020 (6 место)                  |
| Кёрлинг среди смешанных команд (mixed curling) |                   |                      |                     |                                 |                                          |                                     |
| 2015—16                                        | Магнус Рамсфьелл  | Майя Рамсфьелл       | Эйгиль Рамсфьелл    | Mathilde Hoem                   |                                          | ЧНСК 2016                           |

(скипы выделены полужирным шрифтом)

## Результаты как тренера национальных сборных
| Год  | Турнир                                       | Сборная            | Место |
| ---- | -------------------------------------------- | ------------------ | ----- |
| 2001 | Чемпионат мира по кёрлингу среди женщин 2001 | Норвегия (женщины) | 8     |

## Частная жизнь
Представитель семьи кёрлингистов: его брат Бент Онунн Рамсфьелл — олимпийский чемпион на зимних Олимпийских играх в Солт-Лейк-Сити в 2002 году, призёр чемпионатов мира, чемпион Европы; его сын Магнус Рамсфьелл — чемпион Норвегии, участник чемпионатов мира и Европы, чемпион Универсиады; его дочь Майя Рамсфьелл — призёр чемпионата мира, участница чемпионатов Европы, чемпионка Норвегии; Эйгиль, Магнус и Майя в смешанной команде выиграли чемпионат Норвегии среди смешанных команд 2016.